# Mycula mossakowskii
Mycula mossakowskii är en spindelart som beskrevs av Schikora 1994. Mycula mossakowskii ingår i släktet Mycula och familjen täckvävarspindlar. Inga underarter finns listade i Catalogue of Life.